# Jacques Foccart

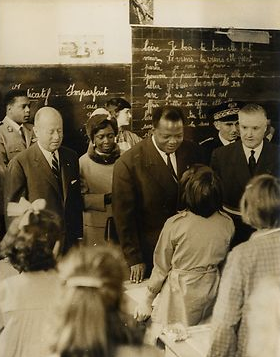
Jacques Foccart (links) met Hubert Maga, president van Dahomey (midden), tijdens een schoolbezoek in Torcy in 1961

Jacques Foccart (Ambrières-le-Grand, 31 augustus 1913 – Parijs, 19 maart 1997) was een Frans politicus. Hij stond bekend als Monsieur Afrique, en was de architect van het Franse Afrikabeleid.
Foccart was de voornaamste adviseur van de Franse presidenten Charles de Gaulle en Georges Pompidou als het ging om het bewaken van de invloedssfeer van Frankrijk in de twintig Franse ex-koloniën in Afrika. Volgens Foccart vereiste de uitoefening van de macht in Afrika een sterke, zo nodig autoritaire staat, stabiliteit belichaamd door een almachtige president en, vooral vastbeslotenheid van de laatste om met Frankrijk voorkeursbanden te onderhouden. Het is een ideologie die door Félix Houphouët-Boigny, president van Ivoorkust, ooit omschreven werd als: "Onrecht is te verkiezen boven wanorde".
Meer dan andere ex-koloniale mogendheden was en is Frankrijk bereid door militair ingrijpen in het voormalige Franse koloniale rijk een welgevallig regime te steunen of een onwelgevallig regime omver te werpen. Foccart wordt genoemd als het brein achter diverse Afrikaanse staatsgrepen in de jaren zestig, vaak uitgevoerd door huurlingen (onder wie de later bekend geworden Bob Denard). Het tijdschrift Jeune Afrique noemde hem een Machiavelli, "een man die op lange afstand coups en tegencoups organiseerde". Onder het bewind van president Giscard d'Estaing raakte Foccart uit de gratie, maar hij werd in 1986 gerehabiliteerd. De laatste twee jaar van zijn leven was hij opnieuw adviseur voor Afrikaanse aangelegenheden, ditmaal onder president Chirac.
- Bibsys: 90643259
- Bibliothèque nationale de France: cb12469079t (data)
- CiNii: DA12223534
- Gemeinsame Normdatei: 119025507
- International Standard Name Identifier: 0000 0001 0899 0158
- Library of Congress Control Number: nr92026810
- Nationale en Universitaire bibliotheek Zagreb: 000603001
- Nederlandse Thesaurus van Auteursnamen: 146654439
- Réseau des bibliothèques de Suisse occidentale: 02-A003249700
- Système universitaire de documentation: 033878749
- Virtual International Authority File: 49323796
- WorldCat: E39PBJckKbbkHBwxtBXDtTtYfq